# Bunyoronius femoralis
Genre
Espèce
Bunyoronius femoralis, unique représentant du genre Bunyoronius, est une espèce d'araignées aranéomorphes de la famille des Corinnidae.

## Distribution
Cette espèce se rencontre en Ouganda, au Rwanda et en Centrafrique.

## Description
Le mâle holotype mesure 7,37 mm et la femelle paratype 6,92 mm.

## Systématique et taxinomie
Cette espèce a été décrite par Bonaldo, Ramírez et Haddad en 2022.
Ce genre a été décrit par Bonaldo, Ramírez et Haddad en 2022 dans les Corinnidae.

## Publication originale
- Bonaldo, Bosselaers, Ramírez, Labarque, Shimano, Silva-Junior & Haddad, 2022 : « Switching identities: a revision of the Afrotropical spider genus Carteronius Simon, 1897 (Araneae, Corinnidae), senior synonym of Mandaneta Strand, 1932, with a new genus of the Pronophaea group. » Zootaxa, no 5205(4), p. 343-373.